# ቸ
Cette page contient des caractères éthiopiques. En cas de problème, consultez Aide:Unicode ou testez votre navigateur.
ቸ (translittéré « čä » ou « tchä ») est un caractère utilisé dans l’alphasyllabaire éthiopien pour l’écriture de l’amharique, du bilen, de l’oromo, du tigré et du tigrigna comme symbole de base pour représenter les syllabes débutant par une consonne affriquée palato-alvéolaire sourde [tʃ].

## Usage
L'écriture éthiopienne est un alphasyllabaire ou chaque symbole correspond à une combinaison consonne + voyelle, organisé sur un symbole de base correspondant à la consonne et modifié par la voyelle. ቸ correspond à une consonne affriquée palato-alvéolaire sourde [tʃ] (ainsi qu'à la syllabe de base « čä »). Les différentes modifications du caractères sont les suivantes :
- ቸ : « čä »
- ቹ : « ču »
- ቺ : « či »
- ቻ : « ča »
- ቼ : « čé »
- ች : « če »
- ቾ : « čo »
- ቿ : « čwa »

## Représentation informatique
Dans la norme Unicode, les caractères sont représentés dans la table relative à l'éthiopien, :
- ቸ : U+1278, « syllabe éthiopienne tchä »
- ቹ : U+1279, « syllabe éthiopienne tchou »
- ቺ : U+127A, « syllabe éthiopienne tchi »
- ቻ : U+127B, « syllabe éthiopienne tcha »
- ቼ : U+127C, « syllabe éthiopienne tché »
- ች : U+127D, « syllabe éthiopienne tche »
- ቾ : U+127E, « syllabe éthiopienne tcho »
- ቿ : U+127F, « syllabe éthiopienne tchwa